# Rex Williams
Rex Williams (ur. 20 lipca 1933) – angielski snookerzysta i bilardzista, działacz sportowy.
Po obiecującej karierze juniorskiej w 1951 przeszedł na status profesjonalny. Jednocześnie zajmował się bilardem i snookerem. Zdobył siedem tytułów mistrza świata w profesjonalnym bilardzie (1968, 1971, 1973, 1974, 1976, 1982, 1983), w 1980 przegrał w finale.
W snookerowych mistrzostwach świata uczestniczył od 1952. Wówczas odbywały się tzw. Playmatch Championships (ostatnia edycja w 1957). Williams odpadał w nich zawsze w swoim pierwszym meczu. Po wznowieniu rozgrywek mistrzowskich po kilkuletniej przerwie w 1964 dwukrotnie walczył o tytuł mistrza świata jako pretendent, lecz w 1964 i 1965 przegrał z Johnem Pulmanem. Po powrocie do rozgrywek o mistrzostwo systemem turniejowym był trzykrotnie półfinalistą (1969, 1972, 1974).
Przyczynił się do powołania w 1968 Światowego Stowarzyszenia Snookera i Bilarda Zawodowego. W krótkim czasie organizacja ta uporządkowała systemy rozgrywek. W latach 1968–1987 i 1997–1999 Williams był prezydentem stowarzyszenia.
W wieku 53 lat doszedł do finału snookerowego turnieju rankingowego Rothmans Grand Prix (1986), gdzie przegrał z Jimmym White’em. Pozostaje jednak najstarszym w historii finalistą turnieju tej rangi. W sezonie 1981/1982 zajmował 7. miejsce na snookerowej liście rankingowej. Występy kontynuował do 1994.
1979 i 1983 zdobył mistrzostwo Zjednoczonego Królestwa w bilardzie zawodowym.